# Compsocryptus stangei
Compsocryptus stangei är en stekelart som beskrevs av Porter 1989. Compsocryptus stangei ingår i släktet Compsocryptus och familjen brokparasitsteklar. Inga underarter finns listade i Catalogue of Life.